# Tvedestrandfjorden
Tvedestrandfjorden er en fjord i Tvedestrand kommune i Agder fylke i Norge. Fjorden er en fortsættelse af Oksefjorden. Den har indløb ved Furøya og går lidt over 3 kilometer mod  nord.
Fjorden ender i to bugter. I den vestlige bugt ligger Tvedestrand by, mens landsbyen Østerå ligger i den østlige bugt, som hedder Østeråbukta.